# 頭目 (角色類型)

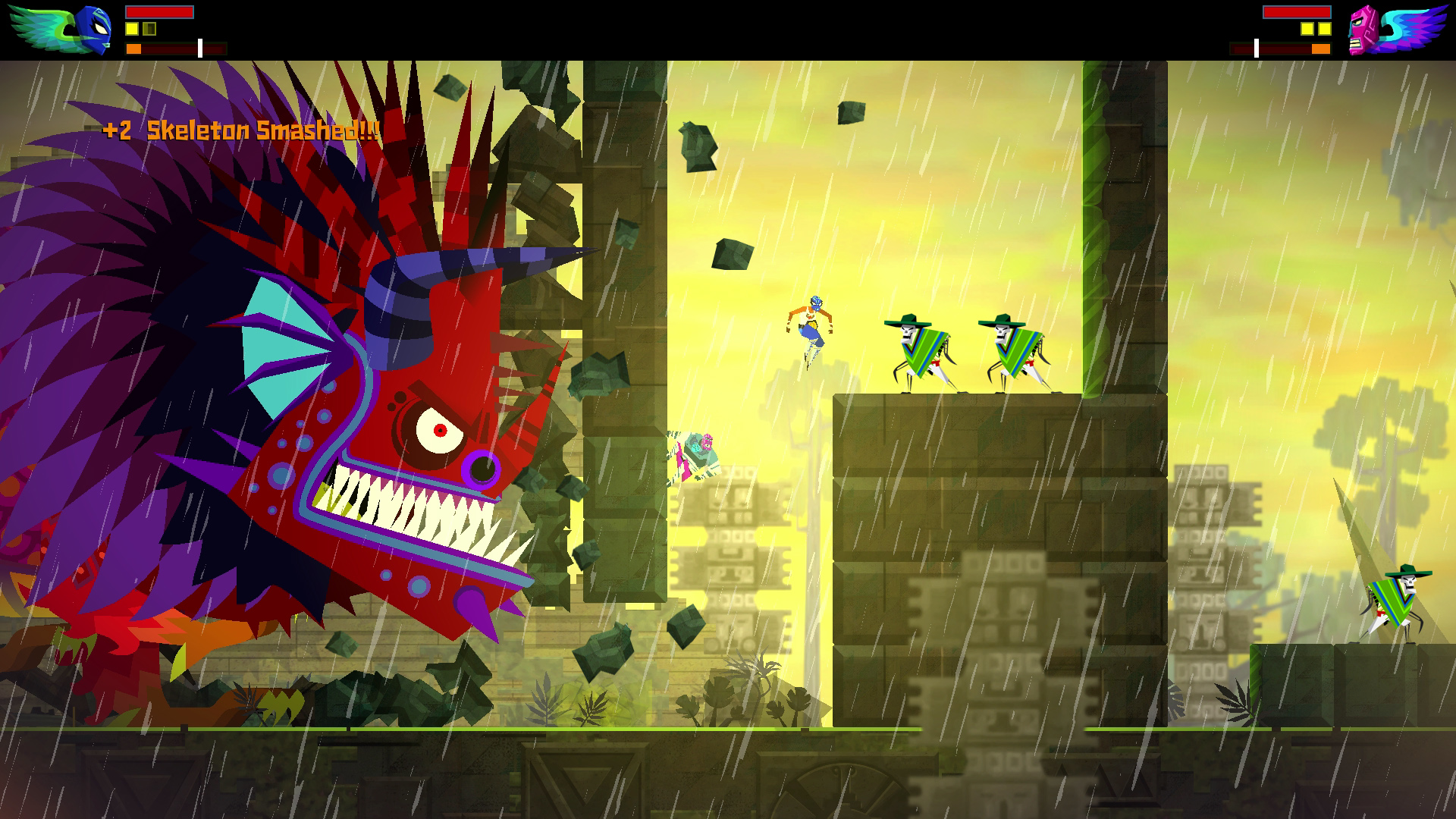
Guacamelee遊戲中的一個大boss

頭目角色（日语：ボスキャラクター），同义词還有老大、老怪，在粤语又称大佬、大嘢、大机，一般不能與玩家身體接觸，皆指虛構作品中出场、与主角交手的重要角色，但主要在电子游戏使用。
動漫中的頭目一般没有正邪之分，富于正气的角色有时也会成為頭目；而在電子遊戲中的頭目是在電玩遊戲和桌上遊戲中攻擊玩家的非玩家角色（NPC），是遊戲中較為高級的一種敵人，可能是怪物的首領，或背景故事中的巨型怪獸、魔王或超級武器等。在電子遊戲中，玩家和頭目間的戰鬥則稱為BOSS戰或頭目戰（英語：BOSS battle或BOSS fight）。電子遊戲中的頭目可能出現在遊戲故事中高潮的部份，通常是一個關卡中最強的敵人，或作為一個遊戲中重要道具或信息的守護者。一些遊戲中（尤其RPG），玩家將它打敗後便可過關。美國、日本的一些特攝片、電影、電視劇也出現頭目的角色。由於遊戲中一般不止一個關卡，在整個遊戲的最後一個頭目，就是「最後頭目」（/；英語環境有時會用）。

## 參看
- 閒角（俗稱作雜魚）
- 魔王